# Klonowa Góra (szczyt)
Klonowa Góra (488 m n.p.m.) – szczyt na Pogórzu Strzyżowskim. Najwyższy punkt powiatu dębickiego.
Szlak znakowany:
- Szlak turystyczny: Dębica - Łysa Góra (376 m) - Okop (388 m) - Kamieniec (454 m) - Grudna Górna - Klonowa Góra - Bardo (534 m) - Wiśniowa - Jazowa - Czarnówka (491 m) - Rzepnik - Królewska Góra (554 m) - Odrzykoń